# Sweet Home 2
《Sweet Home 2》，是一部2023年12月1日上线公开的Netflix韓國驚悚劇集，改編自金坎比和黃英璨共同創作並連載於Webtoon的同名人氣網路漫畫，是2020年網路劇《Sweet Home》的續作，由《太陽的後裔》《孤單又燦爛的神－鬼怪》的李應福導演執導。

## 演員陣容

### 主要人物
| 演員   | 角色   | 介紹 |
| 宋江   | 車賢秀 | 綠之家1410號房住客。 因為遭遇校園霸凌又遇到父母、妹妹車禍死亡，他而成為足不出戶的「蟄居族」孤身一人生活。在公寓怪物危機發生後，感染後靠著強大意志力不變異，是成功的特殊感染者，身體可以自行復原。離開綠之家後，他將自己奉獻給實驗，前往栗島特別災難基地尋找治療怪物化的方法。被怪物的人格控制時會顯現藍眼睛。 |
| 李陣郁 | 邊尚昱 | 從外地為了朋友委託復仇進入社區，是一名有嚴重燒傷傷疤，長相粗獷的男性，年紀32歲，力量強大且擅長近身格鬥，十分重情義，個性本沉默寡言拒人千里，在和住戶相處後改變，與看護朴宥莉互有好感。在第一季末被鄭毅銘奪走身體後，發現自己的身體若成為怪物，將會是人類的希望。                                              |
| 李施昤 | 徐伊景 | 綠之家502號房住客。本劇原創角色。 特種部隊出身的前消防員，擅長格鬥與槍械，具有正義感，多次在社區危險中扮演重要角色。未婚夫為醫生，於婚禮前失蹤，疑似是特殊感染者。在末日中獨自生下孩子，同時找尋失蹤丈夫的蹤跡。                                                                                              |
| 高旻示 | 李恩宥 | 綠之家807號房住客，李恩赫的妹妹。 父母雙亡，熱愛跳芭蕾舞，卻因為腳踝受傷而不得不放棄跳舞。雖然經常說風涼話甚至用手勢罵人，但還是很關心哥哥和身邊的鄰居，喜歡車賢秀並曾隱誨告白。在離開綠之家後，一心想找到生死未卜的哥哥。                                                                                    |
| 朴圭瑛 | 尹智秀 | 綠之家1510號房住客。 喜歡演奏貝斯到半夜，製造噪音的女生。使用球棒戰鬥，一直與鄭載憲老師並肩作戰，互有好感。因於設備不足與無麻醉情況下進行闌尾炎手術，之後一直處於虛弱狀態。後死亡。 |
| 劉五性 | 卓仁煥 | 烏鴉部隊上士，為保護人民免受怪物襲擊而設立的特種部隊領導者。負責消滅威脅人類的怪物，但不殺對人類無害的怪物。 |
| 金武烈 | 金英厚 | 烏鴉部隊中士，海軍特戰戰團出身。現為烏鴉部隊的二把手，與卓上士一同保護倖存者們。 |
| 振永   | 朴燦榮 | 是一名棒球員。烏鴉部隊二等兵，負責運輸倖存者。對李恩宥的行為感到好奇。 |
| 吳正世 | 任博士 | 為解開人類怪物化的秘密而進行各種研究，並通過一系列實驗來研發疫苗。 |

### 綠之家倖存者
| 演員   | 角色   | 介紹 |
| 金姬貞 | 車珍玉 | 綠之家托兒所所長。 因看不起社區環境將女兒送往江南上學，曾擅自把社區大門打開想讓女兒回家，卻見到最殘酷景象。其後感情寄托1210房小姐弟。 |
| 許律   | 金秀英 | 綠之家1210號房住客。 9歲，英秀的姐姐。父親為求救及尋求物資在吊掛時遭怪物攻擊墜樓身亡，姐弟頓時無依。後死亡。                          |
| 崔高   | 金英秀 | 綠之家1210號房住客。 6歲，秀英的弟弟，喜歡恐龍。                                                                                      |
| 金國熙 | 孫惠仁 | 綠之家1009號房住客。 對綠之家的住客無所不知的中年婦人，養著一隻名為小春的小狗。與盧炳日愛鬥嘴實互有好感。後死亡。                     |
| 禹正國 | 姜承莞 | 本劇原創角色。奮鬥四年好不容易考上公務員卻遇到到處是怪物的世界，個性懦弱易失控。                                                      |
| 李元錫 | 柳載煥 | 綠之家8樓住客，夢想成為偶像，會為私利而私下行動。後變異成怪物被燒死。                                                                 |

### 其他人物
| 演員                    | 角色   | 介紹                                                     |
| 金是兒 （童年：奇昭侑） | 孩子   | 徐伊景女兒，擁有非凡超能力的神秘女孩。                   |
| 金信祿                  | 池班長 | 倖存者的領導者，會帶少數人外出修補圍牆。                 |
| 金東英                  | 吳俊逸 | 需要特別照顧的障礙人士，與年老及身體不好的母親相依為命。 |
| 楊惠智                  | 鄭藝瑟 | 池班長的女兒，喜歡朴燦榮。                               |
| 尹世雅                  | 善伙   | 有作畫習慣，喜歡神父。                                   |
| 玄奉植                  | 王浩相 | 持有槍械及主張殺害一切怪物的一名男子，帶著哈妮一起生活。 |
| 蔡元彬                  | 哈妮   | 跟隨王浩相生活的一名女子。                               |
| 鄭錫元                  | 閔瑞鎮 | 烏鴉部隊中士，誓言要找回隊員崔容錫。                     |
| 許南俊                  | 姜石燦 | 烏鴉部隊下士，回栗島與金中士一組搜尋隊員崔容錫。         |
| 陸俊書                  | 方珍虎 | 烏鴉部隊下士，負責電子探測設備。                         |
| 鄭鍾賢                  | 鄭鍾炫 | 烏鴉部隊下士，回栗島與閔中士一組搜尋隊員崔容錫。         |
| 鄭東勳                  | 李東俊 | 烏鴉部隊下士。                                           |
| 金正宇                  | 神父   | 找人參加告解會減低精神壓力以防累積心病而變成怪物。       |
| 金智安                  | 子姸   | 躲在衣櫃裡且有怪物化具症狀的女孩。                       |
| 洪秀珠                  | 珍兒   | 崔容錫女友，幫神父找人來告解會。                         |

### 特別出演
| 演員   | 角色   | 介紹             |
| 高胤禎 | 朴宥莉 | 邊尚昱心儀對象。 |
| 李到晛 | 李恩赫 | 李恩宥的哥哥。   |

## 製作

### 選角
2021年7月9日，《JTBC NEWS》獨家報導，《Sweet Home》第二季已進入準備階段。以次年公開為目標，將於当年內開始拍攝。活躍於第一季的宋江、李陣郁、李施昤等主要演員，也將會出演第二季。Netflix官方隨後表示：「關於《Sweet Home》第二季的製作，目前尚未確定。」10月6日，《JTBC NEWS》再次取得獨家，指出第一季的演員中，只有李施昤、朴圭瑛將出演新的一季，其他演員將重新選角，並表示部分主要角色皆已選角完畢。對此，Netflix官方再次表明了尚未確定是否製作第二季的立場。12月23日，《Biz Enter》獨家報導，《Sweet Home》確定將展開第二季的製作，主要演員之一的宋江也將回歸演出。與上述報道不同，Netflix官方表示，正在討論是否製作第二季。宋江的所屬社Namoo Actors則回應：「確實正在商討，但尚未確定。」 12月27日，《體育朝鮮》獨家報導，B1A4出身的演員振永將加入第二季。振永的所屬社BB Entertainment稱，並未收到第二季的出演提案，只是因為私交而與李應福導演見過面。
2022年1月11日，《JTBC NEWS》獨家報導，《Sweet Home》第二季將在今年初開拍，吳正世也將以全新角色登場。對此，吳正世的所屬社Prain TPC表示尚未確定出演。1月18日，《JTBC NEWS》再次取得獨家，稱劉五性將加盟第二季，而後並無相關反駁報道出現，間接承認了劉五性將出演一事。3月25日，據報導金信祿將出演《Sweet Home》第二季。金信祿的經紀公司Just Entertainment表示，確實有接到出演提議，正在積極討論中。3月30日，經紀公司IOK Company公布，旗下演員陸俊書將出演《Sweet Home》第二季。6月15日，Netflix官方正式宣布續訂《Sweet Home》第二季、第三季，除第一季的宋江、李陣郁、李施昤、高旻示、朴圭瑛確定出演外，劉五性、吳正世、金武烈、振永等人也將以全新角色加入。7月12日，經紀公司OuterKorea公布，旗下演員蔡元彬將出演《Sweet Home》第二季。12月27日，經紀公司J,Wide-Company公布，旗下演員李元錫將出演《Sweet Home》第二季。

## 獎項
| 年份   | 頒獎典禮           | 獎項               | 入圍者 | 結果 | 備註   |
| ------ | ------------------ | ------------------ | ------ | ---- | ------ |
| 2024年 | 第15屆韓國電視劇節 | 優秀女演員         | 高旻示 | 獲獎 | [ 20 ] |
| 2024年 | 第44届黄金摄影奖   | OTT部门 特别演技奖 | 李施昤 | 獲獎 | [ 21 ] |

## 外部連結
- 在Netflix上觀看《Sweet Home 2》
- Daum上《Sweet Home 2》的資料